# Trophée Jim-Rutherford
Le trophée Jim-Rutherford, originellement appelé Trophée du meilleur gardien de la LHO (Ontario Hockey League Goaltender of the Year Award) est remis annuellement au meilleur gardien de la Ligue de hockey de l'Ontario. Il est désigné par l'ensemble des entraîneurs et directeurs généraux des franchises. Il doit son nom, depuis le 19 mai 2020, à Jim Rutherford.

## Palmarès
Le trophée est décerné chaque année depuis 1988 à l'exception de 2021.
- 1987-1988 – Rick Tabaracci, Royals de Cornwall
- 1988-1989 – Gus Morschauser, Rangers de Kitchener
- 1989-1990 – Jeff Fife, Bulls de Belleville
- 1990-1991 – Mike Torchia, Rangers de Kitchener
- 1991-1992 – Mike Fountain, Generals d'Oshawa
- 1992-1993 – Manny Legace, Thunder de Niagara Falls
- 1993-1994 – Jamie Storr, Attack d'Owen Sound
- 1994-1995 – Tyler Moss, Frontenacs de Kingston
- 1995-1996 – Craig Hillier, 67 d'Ottawa
- 1996-1997 – Zac Bierk, Petes de Peterborough
- 1997-1998 – Bujar Amidovski, St. Michael's Majors de Toronto
- 1998-1999 – Brian Finley, Colts de Barrie
- 1999-2000 – Andrew Raycroft, Frontenacs de Kingston
- 2000-2001 – Craig Anderson, Storm de Guelph
- 2001-2002 – Ray Emery, Greyhounds de Sault Ste. Marie
- 2002-2003 – Andy Chiodo, St. Michael's Majors de Toronto
- 2003-2004 – Paulo Colaiacovo, Colts de Barrie
- 2004-2005 – Michael Ouzas, IceDogs de Mississauga
- 2005-2006 – Adam Dennis, Knights de London
- 2006-2007 – Steve Mason, Knights de London
- 2007-2008 – Mike Murphy, Bulls de Belleville
- 2008-2009 – Mike Murphy, Bulls de Belleville
- 2009-2010 – Christopher Carrozzi, St. Michael's Majors de Mississauga
- 2010-2011 – Mark Visentin, IceDogs de Niagara
- 2011-2012 – Michael Houser, Knights de London
- 2012-2013 – Jordan Binnington, Attack d'Owen Sound
- 2013-2014 – Alex Nedeljkovic, Whalers de Plymouth
- 2014-2015 – Lucas Peressini, Frontenacs de Kingston
- 2015-2016 – Mackenzie Blackwood, Colts de Barrie
- 2016-2017 – Michael McNiven, Attack d'Owen Sound
- 2017-2018 – Michael DiPietro, Spitfires de Windsor
- 2018-2019 – Ukko-Pekka Luukkonen, Wolves de Sudbury
- 2019-2020 – Nico Daws, Storm de Guelph
- 2021-2022 – Brett Brochu, Knights de London
- 2022-2023 – Domenic DiVincentiis, Battalion de North Bay
- 2023-2024 – Jacob Oster, Generals d'Oshawa